# 泰平县
泰平县，中国古县名。
北魏太平真君七年（446年）于太平故关城置，治所在今山西省襄汾县西北古城镇。属平阳郡。北周在557年建国后，当是为避北周太祖宇文泰讳改为太平县。 